# NBA Courtside 2: Featuring Kobe Bryant
El NBA Courtside 2: Featuring Kobe Bryant és un videojoc per la Nintendo 64 que s'ambienta en la lliga americana de bàsquet, amb equips tan importants com els Chicago Bulls, Los Angeles Lakers, Houston Rockets, etc. És la continuació del Kobe Bryant in NBA Courtside de 1998 i va ser llançat el 1999. El jugador estrella del videojoc en el qual representa el videojoc en la portada i el títol és el jugador Kobe Bryant de Los Angeles Lakers.

## Jugabilitat
S'ha afegit la possibilitat de jugar diverses temporades. Les noves característiques inclouen la capacitat de reproduir un concurs de tres punts i opcions addicionals per a la creació d'un jugador des de zero. Les característiques del joc inclou una millorada intel·ligència artificial que ajuda a millorar el realisme del joc.
Els nous estils dunk són possibles per implementats i millorats gràcies a la captura de moviment permetent el pas sense mirar per a ser utilitzat durant el joc. Hi ha més de 300 jugadors i es pot realitzar una simulació realista de la NBA o una experiència arcade. Es poden realitzar estils com el joc aïllador, l'aturada sobtada, i l'ofensiva en triangle.

## Rebuda
| Agregador    | Puntuació | Puntuació |
| Agregador    | GBC       | N64       |
| ------------ | --------- | --------- |
| GameRankings | 69%       | 76%       |

| Publicació                | Puntuació | Puntuació |
| Publicació                | GBC       | N64       |
| ------------------------- | --------- | --------- |
| AllGame                   | [ 4 ]     | [ 5 ]     |
| Electronic Gaming Monthly | N/A       | 8.25/10   |
| Game Informer             | N/A       | 7.25/10   |
| GameFan                   | N/A       | 85%       |
| GameSpot                  | N/A       | 7.1/10    |
| IGN                       | 6/10      | 9.2/10    |
| N64 Magazine              | N/A       | 87%       |
| Nintendo Power            | 6.6/10    | 7.9/10    |

NBA Courtside 2 va rebre crítiques "favorables", mentre que NBA 3 on 3 va rebre crítiques "mitjanes", segons el lloc web d'agregació de ressenyes GameRankings.